# 원질
원질(原質)은 본디의 성질이나 바탕을 가리키는 말이다. 이는 사물이나 현상의 근본을 이루는 기초로 해석할 수도 있으나, 이보다는 좀 더 근본적으로 들어간 개념이다. 이는 보는 관점에 따라 정의의 차이를 보인다.
원질을 바라보는 관점은 크게 두 가지로 나눌 수 있는데, 우선 근세 자연과학에서 말하는 원질은 주로 양(量)화가 가능한 물질적인 개념을 일컫는다. 예를 들어 protyle은 옛날 화학에서 모든 원소의 근원 물질이라고 여겨졌던 것을 말한다. 하지만 철학적 가치론에서는 원질을 양화되지 않는 성질로 정의한다. 다시 말해 철학적인 관점에서는 원질이 사물이나 현상의 근원을 이루는 성질인, 원리의 개념으로 쓰일 수 있다. 이는 물질뿐만 아니라 동양 철학에서 말하는 이(理), 기(氣), 도(道)를 포함할 수 있는 개념이다.

## 자연과학에서의 원질

### 기본입자(elementary particle/fundamental particle)
기본입자란 입자 물리학에서 물질을 구성하는 가장 기본이 되는 물질 요소이다. 이는 물질내부에 더 간단한 다른 입자가 없는 입자를 말한다. 현대의 용법에서 기본입자는 물질의 아원자 입자를 가리키며, 장에서 발견된 입자(또는 양자)를 가리키기도 한다. 지금까지는 렙톤(lepton)과 쿼크(quark)가 기본입자라고 알려져 있으나 단정할 수는 없다.
머리 겔만은 쿼크를 발견했다. 쿼크는 u(up, 위), d(down, 아래), c(charm, 맵시), s(strange, 기묘함), t(top, 꼭대기), b(bottom, 바닥)의 6종류가 있다. 또한 쿼크는 분수의 전하를 띠며 반쿼크를 갖고 있다. 렙톤은 내부 구조와 공간상의 부피도 거의 없는 기본 입자이다. 렙톤에는 강력 이외의 전자기력, 약력, 중력이 작용하며 전자, 중성미자, 뮤온, 타우 입자(tau particle)가 있다. 강입자는 강력이 작용하는 입자로 중간자(meson), 중입자(baryon)로 구분할 수 있다.

## 철학적 가치론에서의 원질

### 서양철학

#### 그리스철학의 아르케(arche)
아르케(arche)는 그리스어로 '처음·시초'라는 뜻으로, 원질과 그 뜻이 통한다. 자연과학에 대한 연구가 활발했던 고대의 그리스에서 물질의 근원에 대한 철학적 질의가 등장함에 따라 아르케의 개념은 자연스럽게 논의의 중점이 되었다.

##### 탈레스와 후계자들
밀레토스 지방의 탈레스가 철학의 아버지라는 타이틀을 얻을 수 있었던 까닭은 그가 철학적인 질문을 던진 최초의 사람이었기 때문이다. 그의 물음은, “이 세계와 만물의 원질(arche)는 무엇인가?”였다. 탈레스는 아르케에 대해 물음만 던진 것이 아니라 스스로 답도 제시하였다. 그가 제시한 답은 ‘물’이었다. 그는 ‘물이 모든 것의 원리이며, 모든 것은 물에서 생겨났다.’라고 주장했고 최초의 물활론자가 되었다.  같은 밀레토스 지방의 아낙시만드로스는 탈레스의 문제의식을 계승했으나 만물의 근원이 물이라는 주장에는 동의하지 않았다. 그는 ‘아페이론’(apeiron)을 아르케로 제시하였는데, 이는 ‘아무런 한정성도 없는 것,’다시 말해 ‘끝도 없고 아무 특정한 성격도 지니지 않은 어떤 것’이라는 의미가 담긴 개념이다. 그는 아페이론에 차고 더운 온도작용이 가해져 어떤 유동체가 되고, 그 유동체가 공기가 되고, 공기로부터 만물이 생성했다가 제각기의 운명에 따라 소멸된다고 주장하였다.  아낙시만드로스의 뒤를 따르는 아낙시메네스는 만물의 원질을 프시케(Psyche)라고 생각했다. 이는 물질보다는 어떤 작용의 주체에 가까운 개념으로 숨결·공기·영혼·생명에 해당하는 뜻이다. 그는 프시케의 작용체가 희박해지면 불이 되고, 촘촘해지면 바람, 구름, 물, 흙 등이 된다고 주장했다.  엠페도클레스는 만물은 여러 원질의 덩어리로 이루어졌다고 생각했다. 그는 이 덩어리들을 기본적인 불과 그에 반대되는 물, 그것들과 연관되는 땅, 대지를 덮고 있는 공기라고 보았다. 그리고 여기에 사랑과 미움이 혼합과 분리의 원동력이 된다고 보는 애증의 이론을 추가하여 삼라만상의 현실계를 설명하였다.

##### 데모크리토스-최초의 유물·원자론자
데모크리토스는 더 이상 나뉘지 않는 원자(Atom)를 세계를 구성하는 원질로 정의하였다. 원자는 질적으로 모두 같지만 크기와 모양은 서로 다르다. 데모크리토스는 무수히 많은 원자들의 운동으로 인해 세계가 생성되었다고 주장한다. 원자가 운동하기 위해서는 허공이 있어야 한다. 데모크리토스는 원자들이 허공에서 서로 부딪히고 충돌하며, 비슷한 것들끼리 분리되는 필연적인 과정을 통해 세계의 생성을 설명했다. 철학의 근본 문제를 유(有)와 비유(非有)와 공허의 문제를 취급하는 것으로 생각한 것이다. 데모크리토스는 영혼도 원자의 운동에 불과하다고 주장했는데, 이런 점에서 그는 유물론의 선구자가 된다.

##### 피타고라스-관념적 사유로서의 원질
피타고라스가 찾은 아르케는 수(數)였다. 그는 자연주의 철학자들과는 다르게 무엇이 원질인가 하는 것보다는 어떤 원리와 법칙에서 존재하는 세계가 이루어지고 있는가를 파악하려 했다. 즉 엄밀히 말하면 그가 찾은 아르케는 수(數)자체가 아니라 수(數)의 조화에서 나오는 법칙이었다. 그는 수의 힘을 “위대하고 완숙하며 모든 작용을 하고, 하늘과 인간의 삶의 근원이자 지도자요 모든 것에 참여하고 있다.” 고 정의했으며 수가 없으면 모든 것이 불분명하고 불확실해 질 것이라고 주장하였다. 그는 수를 짝수와 홀수로 나누어 홀수에는 한계. 하나. 오른쪽. 남. 고정됨. 직선. 빛. 등의 성격을 부여하고, 짝수에는 무한. 많음. 왼쪽. 여. 움직임. 곡선. 어둠 등의 성격을 부여했다. 또한 그는 1을 점,2는 직선,3은 면, 그리고 4는 입체를 뜻하는 것으로 정의하여 이 숫자들이 만물의 근원이 된다고 정의하였다. 또한 이 숫자들의 합인 10을 완전수로 여기며 ‘테트라크리스(tetrakys)'로 표현했다. 이 단어는 우주의 수적인 조화 원리 자체를 뜻하기도 한다.

### 동양철학

#### 불교의 4대종(四大種)
불교에서는 세계를 구성하는 네 가지 속성, 즉 사대(四大)를 원질로 본다. 사대(四大)는 지, 수, 화, 풍의 네 가지 속성을 가리킨다. 지(地)는 딱딱한 성질, 수(水)는 축축한 성질, 화(火)는 따뜻한 성질, 풍(風)은 흐르는 성질을 말하는데, 이 성질들은 서로 화합함으로써 세계를 만들어 내고 균형을 이룰 수 있다. 예를 들어 물의 비율이 많은 물체는 형상이 물과 같이 부드럽고, 지의 성분이 많은 경우는 바위처럼 딱딱한 형상을 가지게 되는 것이다. 또한 이는 물질적인 형상 뿐 아니라, 비물질적 특성도 결정한다. 물은 아래로 향하는 성질이 있고, 불은 위로 올라가는 특성을 가지고 있으며, 바람은 좌우로 움직이는 성질을, 땅은 움직임이 없는 특징을 가지고 있는 것이다. 이 네 가지의 요소들은 결정성과 유동성이라는 상호배타적인 점을 역설한다. 삶의 진로가 결정된 것이기도 하지만 동시에 변화의 가능성도 함축되어 있다. 이를 색즉시공, 공즉시색이라고 한다. 불교에서는 이런 특징이 비단 자연에 뿐만 아니라 인간의 몸에도 그대로 적용된다고 주장한다. 불교에서 설파한 오온(五蘊)중 첫 번째인 ‘색온’은 인간의 몸을 일컫는 말이다. ‘색온’에서의 ‘색’은 우리가 흔히 생각하는 육체와 동일한 개념으로 쓰이는데, 불교에서는 이 역시 사대의 결합으로 이루어진 것이라 보았다. 따라서 몸에 질병이 생기는 것은 이 결합의 균형이 흐트러졌기 때문이라고 정의하였다.

#### 유교의 이(理)와 기(氣)
성리학의 중심 내용은 태극론, 이기론 등으로 구분할 수 있다.
- 태극론(太極論)

태극론은 태극이 만물의 근원이며 천지조화의 근본 원리요, 우주의 본체라고 주장한다. 태극이라는 말의 유래는 “역(易)에 태극이 있으니 태극이 양의(兩儀)를 낳고, 양의는 사상(四象)을 낳고, 사상은 팔괘(八卦)를 낳는다.”이다. 주자는 천지 만물이 모두 하나의 태극이면서, 개별적 사물 또한 모두 각각 태극을 가지고 있다고 하였다.
- 이기론(理氣論)

또한 주자는 태극을 이(理), 음양을 기(氣)라고 하여 이 세계의 모든 존재는 이와 기에 의해서 구성되어 있다고 말한다. 이때 이(理)는 우주 만물의 존재 원리이고, 기(氣)는 만물을 구성하고 있는 질료와 에너지이다. 그러므로 이는 형태와 움직임이 없는 추상적인 현상이고, 기는 형태와 움직임이 있는 구체적인 존재이다. 추상적인 원리를 떠나서 구체적인 사물이 존재할 수 없고 또한 구체적인 현상을 떠나서 추상적인 원리가 존재할 수 없기 때문에, 이와 기는 서로 떨어질 수 없는 관계이다. 하지만 근본적인 측면에서 본다면 이와 기는 분명히 서로 다른 원리와 성질을 가진 존재이다. 따라서 이와 기는 하나이면서 둘이고, 둘이면서 하나라고 표현한다.

#### 도교의 도(道)
도교는 천지 만물의 본체 혹은 본원으로서 도(道)라는 개념을 제시한다. 도(道)의 개념은 수많은 뜻을 내포하고 있으나, 대부분의 개념은 주로 사물이나 현상의 원질, 원리의 개념이거나 그러한 개념으로 쓰이다 확대된 것들이다. 우선 도(道)는 초자연적인 자연현상이나 사회현상 배후에 자리하는, 그렇게 될 수밖에 없는 ‘까닭’의 의미를 가지고 있다. 이 의미에서의 도(道)가 바로 천지만물이 존재하는 바의 근원이 되며 만물을 파생시키는 본원, 즉 원질이 된다. 또한 도는 사물의 기본 요소를 구성하는 내재적 연계를 가리키기도 하는데 이는 법칙성과 비슷한 맥락에서 파악될 수 있는 개념이지만 법칙성에 비해 더 광범위하다. 사물의 내부에 포함되어 있는 특정한 필요성이나 법칙을 망라할 수 있는 개념으로, 원리(元利)와 같은 맥락에서 해석될 수 있다.
또한 도(道)는 사물 사이의 필연적이고 안정적인 연계를 가리키기도 한다. 사물사이의 본질적인 관계, 혹은 본질 사이의 관계는 사물 자체가 내제하고 있는 고유한 성질을 띠는데 도교에서는 이것을 본질의 연계로 정의한다. 도는 이러한 본질 사이의 연계 관계와 연계 법칙, 총법칙을 나타내기도 한다. 다시 말해 도(道)는 만물이 ‘스스로 그러하게’ 하는 본원이자 까닭, 만물을 파생시키는 원질, 사물의 구성 법칙, 사물 사이의 연계성을 망라하는 원질적, 원리적인 개념이다.

#### 음양과 오행
음양설과 오행설은 우주의 만물의 상호 운행관계, 즉 원리를 설명하려 했다는 것에서 공통점이 있다. 흔히 말하는 음양오행설은 음과 양이 균형을 잃지 않게 조심하고, 오행의 상생과 상극관계에 조화를 이루며 살아가기를 주장하는 철학 이론이다. 그러나 음양설과 오행설은 각기 다른 뿌리를 가지고 있다.

##### 음양설
음양설은 무수히 많은 천체현상이나 인간사, 사물을 음과 양으로 나누어 설명하는 학문으로, 엄밀히 말해 이분법적이라 할 수 있다.
그러나 주의할 점은 이분된 음과 양이 서로 대립관계에 있지 않다는 것이다. 이는 서양 철학의 이분법과 구분된다. 음양론은 음과 양의 대립관계가 아니라 음과 양의 상호 순환에서 우주의 원리를 찾는다. 해가 지면 달이 뜨고, 여름이 가면 겨울이 오고, 남녀의 결합으로 다시 남녀가 태어나고, 날이 밝으면 어둠이 오는 식의 상호 순환에서 사물의 이치를 살핀 것이다.
| 구분 | 천체사물                                                                  |
|      | 하늘, 해, 더움, 남자, 밝음, 동(動), 산(山), 가뭄, 큰 것, 상(上), 전(前)   |
| 陰   | 땅, 달, 추움, 여자, 어두움, 정(靜), 천(川), 홍수, 작은 것, 하(下), 후(後) |

##### 오행설
오행설은 우주 만물의 이치를 다섯 가지로 나누어 설명하며, 그들의 상관관계를 중시하는 이론이다. 이 이론은 ‘목, 화, 토, 금, 수’ 의 오행이 서로 상생相生 혹은 상극相剋의 관계를 가지고 있다고 설명한다.

## 같이 보기
- 세계관
- 원소
- 4원소 변환설
- 질료
- 법칙성
- 원리

## 참고 자료
- 현용준, 《공자왈 맹자왈》,민속원
- 고인석, 《과학의 지형도[깨진 링크(과거 내용 찾기)]》,이화여자대학교 출판부
- 김덕삼, 《도교의 기원》,시간의 물레
- 타케우찌 테우로, 《동양철학의 이해》, 이남희옮김, 까치 출판
- 모종삼, 《동양철학과 아리스토텔레스》, 정병석 옮김, 소강 출판
- 고영섭, 《불교생태학[깨진 링크(과거 내용 찾기)]》, 불교춘추사
- 김형섭, 《서양철학사 100장면》, 가람기획
- 박영식, 《서양철학사의 이해》, 철학과 현실사
- 기세춘, 《성리학개론-상[깨진 링크(과거 내용 찾기)]》, 바이북스
- 이이, 《성학집요-교양으로 읽는 율곡의 성리학》, 최영갑 풀어씀, 풀빛
- 윌리엄 크로퍼,《물리학자6-디랙에서 겔만까지 입자물리학의 세계[깨진 링크(과거 내용 찾기)]》 , 김희봉·곽주영 옮김, 사이언스 북스